# 艾杰克
艾杰克，是匈牙利费耶尔州所辖的一个村。总面积53.27平方公里，总人口4319，人口密度81.1人/平方公里（2011年1月1日）。